# Wiktor Czernomyrdin
Wiktor Stiepanowicz Czernomyrdin (ros. Ви́ктор Степа́нович Черномы́рдин; ur. 9 kwietnia 1938 w Czornym Otrogu, zm. 3 listopada 2010 w Moskwie) – rosyjski polityk, premier Rosji w latach 1992–1998 i 1998.

## Życiorys
W latach 1957–1960 służył w Armii Czerwonej. Obronił doktorat nauk technicznych, następnie pracował m.in. w rafinerii w Orsku i Zakładzie Uzdatniania Gazu w Orenburgu.
W latach 1985–1989 był ministrem przemysłu gazowego ZSRR, potem do 1992 roku szefem zarządu Gazpromu. Od 1992 do 1998 był premierem Rosji. Jako premier w dniach od 5 do 6 listopada 1996 pełnił zastępczo funkcję prezydenta Rosji (na czas operacji Borysa Jelcyna). Ponownie pełnił obowiązki premiera od sierpnia do września 1998, po dymisji Siergieja Kirijenki. W 1993 roku prezydent Jelcyn mianował go wiceprezydentem (później stanowisko to zniesiono). W 1995 roku Czernomyrdin został przewodniczącym partii Nasz Dom – Rosja. Był przedstawicielem prezydenta Jelcyna ds. konfliktu bałkańskiego oraz prezesem Rady Dyrektorów Gazpromu. Od 2001 do 2009 roku, z nominacji prezydenta Władimira Putina, był ambasadorem Rosji na Ukrainie. Ostatnią funkcją było stanowisko doradcy prezydenta Rosji ds. współpracy gospodarczej z krajami poradzieckiej Wspólnoty Niepodległych Państw.
W drugiej połowie lat 90. wymieniany jako kandydat na następcę prezydenta Borysa Jelcyna.
Został odznaczony m.in. Orderem Zasług dla Ojczyzny I, II, III i IV klasy (2009, 1998, 2008, 2010), Orderem Przyjaźni (2003), Orderem Rewolucji Październikowej (1986), Orderem Czerwonego Sztandaru Pracy (1979), Orderem „Znak Honoru” (1974) oraz ukraińskimi Orderem Jarosława Mądrego V klasy (2003) i Orderem Zasługi III klasy (2009).